# Sycamore (Schiff)
Die Sycamore ist ein Mehrzweck-Trainingsschiff der Royal Australian Navy.

## Geschichte
Das Schiff des Typs MATV 2300 wurde unter der Baunummer 555703 auf der Werft Damen Song Cam Shipyards in Hải Phòng, Vietnam, gebaut. Die Kiellegung fand am 21. Mai 2015 und der Stapellauf im August 2016 statt. Die Fertigstellung des Schiffes erfolgte am 31. Mai 2017.
Der Schiffsentwurf basiert auf dem Typ Damen Offshore Patrol Vessel 2400 und den beiden für die Royal Australian Navy für Hilfeleistungen bei U-Boot-Unfällen gebauten und 2015 bzw. 2016 abgelieferten Offshore-Schiffen Besant (Typ Offshore Support Vessel 8316) und Stoker (Typ Offshore Support Vessel 9316).
Das Schiff wird im Auftrag der Royal Australian Navy von Teekay Shipping (Australia) betrieben. Es wird unter anderem für die Ausbildung von Hubschrauberpiloten und das auf dem Flugdeck sowie im Bereich der Flugsicherung arbeitende Personal, die Ausbildung von Minentauchern, das Training der Minenkriegsführung und das Üben der Bergung von Waffen und Munition genutzt. Das Schiff kann auch für humanitäre Hilfseinsätze und bei Naturkatastrophen eingesetzt werden.

## Technische Daten und Ausstattung
Das Schiff wird von zwei Caterpillar-Dieselmotoren des Typs 3516C-TA mit jeweils 2350 kW Leistung angetrieben. Die Motoren wirken über Untersetzungsgetriebe auf zwei Verstellpropeller. Das Schiff ist mit einem elektrisch mit 400 kW Leistung angetriebenen Bugstrahlruder ausgestattet. Für die Stromerzeugung stehen vier von Caterpillar-Dieselmotoren des Typs C19 mit jeweils 425 kW Leistung angetriebene Generatoren zur Verfügung. Weiterhin wurde ein von einem Caterpillar-Dieselmotor des Typs C9 mit 238 kW Leistung angetriebener Notgenerator verbaut.
Das Schiff ist mit Flossenstabilisatoren ausgestattet. Es kann bis zu 14 Tage auf See bleiben und dabei bis zu 5550 Seemeilen zurücklegen.
Hinter den Decksaufbauten, die sich über die vorderen etwa zwei Drittel der Schiffslänge erstrecken, befindet sich ein Hubschrauberlandedeck. Auf diesem können MRH90, MH60R und EC135 landen. Für mitgeführte Hubschrauber steht ein Hangar zur Verfügung. Für die Versorgung von Hubschraubern kann 77 m³ Kerosin in Tanks mitgeführt werden. Hubschrauber können an Bord oder in der Luft betankt werden.
Das Schiff wird von einer 19-köpfigen, zivilen Schiffsbesatzung gefahren. Insgesamt können 22 Besatzungsmitglieder untergebracht werden. Auf eintägigen Trainingsfahrten können 91 Militärangehörige eingeschifft werden. Bei mehrtägigen Trainingsfahrten können 71 Personen untergebracht werden. Die Einrichtungen für die Schiffsbesatzung und das militärische Personal sind auf vier Decks untergebracht.